# Dicranomyia (Dicranomyia) ananta
Dicranomyia (Dicranomyia) ananta is een tweevleugelige uit de familie steltmuggen (Limoniidae). De soort komt voor in het Oriëntaals gebied.